# احضارشدگان
احضار شدگان فیلمی به کارگردانی آرش معیریان و نویسندگی حجت قاسم‌زاده اصل و تهیه‌کنندگی محمد خزاعی محصول سال ۱۳۸۶ است.

## بازیگران
- شهرام حقیقت دوست
- زیبا بروفه
- مهدی سلوکی
- سحر ریحانی
- شقایق ناظری
- شهرام قائدی
- مهدی امینی خواه
- فرهاد قائمیان
- حسین لبافی
- حشمت اله آرمیده
- افشین هنری
- کریستینا چریخچیان
- علی ترابی
- سیدجلال توکلی
- میثم نکوهید
- هوشنگ سالک
- محمدحسین پناهی